# Jednaczewo
Jednaczewo – wieś w Polsce położona w województwie podlaskim, w powiecie łomżyńskim, w gminie Łomża.
| SIMC    | Nazwa      | Rodzaj    |
| ------- | ---------- | --------- |
| 0400739 | Budy       | część wsi |
| 0400745 | Gwóźdź     | część wsi |
| 0400751 | Szablarska | część wsi |

Wierni kościoła rzymskokatolickiego należą do parafii św. Michała Archanioła w Łomży.

## Historia
W latach 1921 – 1939 wieś leżała w województwie białostockim, w powiecie łomżyńskim, w gminie Kupiski.
Według Powszechnego Spisu Ludności z 1921 roku wieś zamieszkiwało 538 osób, 537 było wyznania rzymskokatolickiego, 1 prawosławnego. Jednocześnie wszyscy mieszkańcy zadeklarowali polską przynależność narodową. Były tu 74 budynki mieszkalne. Miejscowość należała do parafii rzymskokatolickiej w Łomży. Podlegała pod Sąd Grodzki i Okręgowy w Łomży; właściwy urząd pocztowy mieścił się w Łomży.
W wyniku napaści ZSRR na Polskę we wrześniu 1939 miejscowość znalazła się pod okupacją sowiecką. Od czerwca 1941 roku pod okupacją niemiecką. Od 22 lipca 1941 do 1945 włączona w skład Landkreis Lomscha, Bezirk Bialystok III Rzeszy.
W latach 1975–1998 miejscowość administracyjnie należała do województwa łomżyńskiego.

## Leśniczówka Jednaczewo
Według Powszechnego Spisu Ludności z 1921 roku  była to osobna jednostka osadnicza – zamieszkiwało tu 6 osób w 1 budynku mieszkalnym.